# خانه دلاکه
خانه دلاکه مربوط به اواخر دوره قاجار -اوایل دوره پهلوی است و در بیرجند، کوچه حکیم نزاری ۶، پلاک ۵ واقع شده و این اثر در تاریخ ۲۷ مرداد ۱۳۸۲ با شمارهٔ ثبت ۹۶۱۱ به‌عنوان یکی از آثار ملی ایران به ثبت رسیده است.